# Skylanders: Swap Force
Skylanders: Swap Force è un videogioco sviluppato da Vicarious Visions e distribuito da Activision che vede l'introduzione della Swap Force, ovvero personaggi composti da busto e gambe separate e quindi intercambiabili tra di loro.

## Trama
Gli Skylander Swap erano i guardiani del Monte Nubiaperte, un vulcano magico che forniva energia ai Quattro Antichi Elementali, una sorta di saggi protettori delle Skylands. Per potere di nuovo tentare nell'impresa di dominare le Skylands, Kaos utilizza il  buio pietrificato per rendere più malvagi i suoi scagnozzi e per potenziare le sue armi. Il giocatore deve perciò liberare gli Antichi Elementali dalle grinfie di Kaos e sconfiggerlo in battaglia.

## Skylanders Collection Vault
Activision ha pubblicato su App Store la companion app del gioco chiamata Skylanders Collection Vault. Con questa applicazione il videogiocatore può consultare la propria collezione e quella degli amici, oltre che guardare video e immagini extra e scaricare contenuti esclusivi.